# Supreme Hannah
Supreme Shakur Hannah (Rochester, 17 maggio 1994) è un cestista statunitense.